# كارلوس فورتيس
كارلوس فورتيس هو لاعب كرة قدم برتغالي في مركز الهجوم، ولد في 9 نوفمبر 1994 في Charneca, Lisbon ‏ في البرتغال. شارك مع منتخب البرتغال تحت 20 سنة لكرة القدم. أما مع النوادي، فقد لعب مع سبورتينغ براغا وشانلي أورفا سبور ونادي اتحاد طنجة ونادي يونيفيرسيتاتيا كرايوفا ونادي الظفرة.

## وصلات خارجية
- كارلوس فورتيس على موقع اتحاد تركيا (لاعب) (الإنجليزية)
- كارلوس فورتيس على موقع قاعدة بيانات كرة القدم.إي يو (الإنجليزية)
- كارلوس فورتيس على موقع ناشيونال فوتبول تيمز (الإنجليزية)
- كارلوس فورتيس على موقع Soccerway.com (الإنجليزية)
- كارلوس فورتيس على موقع عالم كرة القدم.نت (الإنجليزية)
- كارلوس فورتيس على موقع AS.com (الإسبانية)